# Zupkó Krisztina
Zupkó Krisztina (Budapest, 1999. november 24. –) film- és videókészítő.

## Tanulmányai
Grafikusi szakot végzett az egri Eventus középiskolában.
Diplomáját az Eszterházy Károly Katolikus Egyetemen Mozgókép és Média szakán szerezte meg mozgókép és média szakember lett. Az egyetemen Biri Mátéval 2022-ben készített vizsgafilmje, a Chankú Lúta – Vörös út az egyetem falain kívül is nagy sikert aratott.

## Filmek

### Rövidfilmek
- Chankú Lúta – Vörös út (2022)[3]

Ennek a sikervizsgafilmnek Zupkó Krisztina társrendezője és operatőre volt Biri Mátéval; egyben a forgatókönyvet is ő jegyezte, valamint a film hangrögzítője is ő volt.

## Díjak
Chankú Lúta – Vörös út (2022):
- 29. Diákfilmszemle - Fődíj[7] (2022.08.27)
- 30. Alter-Native Film Fesztivál - Jelölt[8][9] (2022.09.29)
- Scout Film Festival - Elődöntős (2022.10.30)
- Student World Impact Film Festival - Honorable Mention (2022.11.13)
- 25. Faludi Nemzetközi Filmszemle - Legjobb Diákfilm[10]  (2022.11.18)
- Paradise Film Festival - Honorable Mention (2023.02.03)
- Totál Plán Independent Film Festival - Best Character: Tóth Viktor[11] (2023.02.25)
- Story? - International Student Documentary Festival - Jelölt (2023.04.19)
- Vas-Film - Vas megyei Függetlenfilm Fesztivál - Legjobb Portréfilm[12] (2023.04.23)
- VII. Ceglédi Filmfesztivál - Felnőtt, Dokumentumfilm 2. helyezett[13] (2023.05.20)
- V. AMiK  - Legjobb Film (2023.05.26)
- 30. Alexandre Trauner ART/Film Fesztivál - Diákfilm 2. helyezett[14]